# De kaduke klonen
De kaduke klonen is een stripverhaal uit de reeks van Suske en Wiske. Het is het tweede lange verhaal, dat wordt geschreven door het nieuwe scenario- en tekenteam onder leiding van Peter Van Gucht en Luc Morjaeu. Het wordt gepubliceerd in De Standaard en Het Nieuwsblad van 14 november 2005 tot en met 1 maart 2006. De eerste albumuitgave was op 7 december 2005.

## Locaties
Dit verhaal speelt zich af op de volgende locaties:
- IJsland met Reykjavik, hotel Borg en de vulkaan Grímsvötn, de Atlantische Oceaan buiten de territoriale wateren, Jökulsárlón.

## Personages
In dit verhaal komen de volgende personages voor:
- Suske, Wiske, tante Sidonia, Lambik, Jerom, professor Barabas, professor Rosarius, meneer Smirnok (Krimson) en zijn klonen.

## Uitvindingen
In dit verhaal spelen de volgende uitvindingen mee:
- het fotokloneerapparaat.

## Het verhaal
Lambik laat in het park een hond verdwijnen en vertelt dit opgetogen aan zijn vrienden, maar ze geloven hem niet. Jerom staat bij het huis en zegt niks als zijn vrienden langslopen, binnen blijkt er nog een Jerom aanwezig te zijn en deze verdwijnt als Wiske het zegt. Jerom komt aan en hoort over de Jeroms in uniform en hij vindt een uniform bij de voordeur, hij brengt zijn vrienden naar professor Barabas en vertelt dat Rosarius hem 's ochtends heeft gebeld. Rosarius werkt samen met professor Barabas aan een fotokloneerapparaat waarmee hij levende wezens kan reproduceren. Professor Barabas hoort dat Jerom al afwist van het apparaat, Rosarius heeft Jerom al stiekem gekloond en professor Barabas is geschokt omdat ze hadden afgesproken nooit mensen te klonen. Lambik kloont zichzelf stiekem als zijn vrienden op weg gaan naar Rosarius en krijgt al snel ruzie over het leiderschap. De Lambiks maken nog meer klonen en besluiten een kaartspel te spelen, de winnaar zal leider worden. Professor Barabas komt thuis en ziet de klonen van Lambik, hij laat ze verdwijnen en schopt Lambik zijn laboratorium uit. Professor Rosarius slaat professor Barabas neer en hij steelt het fotokloneerapparaat, de vrienden worden gewaarschuwd en komen erachter dat er naar een hotel in Reykjavik is gebeld. Ze vertrekken meteen naar IJsland, tante Sidonia blijft achter omdat ze bezig is met de grote schoonmaak. De vrienden gaan op zoek naar Rosarius en horen dat hij een afspraak met meneer Smirnok had, maar die is al uitgecheckt uit het hotel. Suske, Wiske en Jerom horen in een café een verhaal over een witte duikboot en worden op de terugweg overvallen. De kinderen zijn ontvoerd en Jerom wordt in het ziekenhuis opgenomen, hij vertelt professor Barabas en Lambik dat zijn eigen kloon de kinderen heeft ontvoerd.
Krimson neemt contact op met Lambik en professor Barabas kan zijn signaal traceren, hij is ergens op de Atlantische Oceaan buiten de territoriale wateren. Lambik en Jerom gaan als vissers naar Jölkulsarlon en worden opgesloten in de duikboot van Krimson. Jerom wil de macht over de wereld en stuurt de Jerom-klonen met een seismisch pinkanon op weg, een atoombom zal in de ondergrondse lavaleiding ontploffen en de Grimsvötn-vulkaan zal daardoor uitbarsten. Jerom is aangekomen in de Atlantische Oceaan en laat zich meeslepen door de duikboot, de wereldleiders vragen meer bedenktijd voordat ze hun macht aan Krimson overdragen. Professor Barabas maakt een kloon van zichzelf en kan zo de machine aanpassen, hij maakt een kloon van Krimson. Deze Krimson-kloon heeft andere karaktereigenschappen dan de ware Krimson en hij helpt professor Barabas om hun vrienden te bevrijden. Krimson vindt dat de wereldleiders te lang hebben gewacht en hij wil de vulkaan de Popocatépetl doen uitbarsten, zodat Mexico-Stad vernietigd zal worden. De echte Jerom vecht met de Jerom-klonen, Krimson ziet dit en stuurt de andere Jerom-klonen op hem af maar de Krimson-kloon laat hen dan een dansje doen. Lambik laat per ongeluk een Jerom-kloon de Krimson-kloon uitschakelen en de vrienden worden in het nauw gedreven. Suske en Wiske hebben zich meerdere malen gekloond en ze verslaan met z’n allen Krimson, ze gaan naar hun vrienden en redden de situatie. De Krimson-kloon verjaagd de echte Krimson, maar dan blijkt Rosarius enorme Jerom-klonen te hebben gemaakt. Professor Barabas blijkt het fotokloneerapparaat te hebben aangepast, alle nieuwe klonen zijn een soort luchtballonnen en ze hebben geen kracht om mensen pijn te doen. Professor Rosarius geeft zich over en de duikboot wordt aan de IJslandse politie overgedragen, maar dan blijkt dat de opgesloten Krimson ook een kloon was. De echte Krimson is altijd thuis gebleven, als de vrienden thuiskomen heeft tante Sidonia het huis gekuist en allerlei lekkernijen gemaakt. Tante Sidonia blijkt zichzelf ook gekloond te hebben om al het werk te verrichten, en de klonen blijken ook verliefd te zijn op Lambik.

## Achtergronden bij het verhaal
- Professor Rosarius komt al voor in de stripverhalen van Jerom, hij werkt in het Jerom-album Het groene eiland samen met professor Barabas waar ze een uitvinding doen waardoor alle gewassen duizend keer groter worden en men dus de honger uit de wereld zou kunnen bannen. Alleen wil Barabas zijn uitvinding in belang voor de mensheid stellen en Rosarius de geheime uitvinding aan de meestbiedende vreemde mogendheid verkopen. ‘Zaken zijn zaken’. Op het einde van het verhaal toont hij berouw en helpt Barabas en Jerom dan ook. Ook in De fruitdieven (1977) speelt professor Rosarius een rol, hij is dan bezorgd om de hongerige bevolking van een dorp in Afrika en probeert hen te helpen. In Mummies op Morotari (1978) heeft hij enkele mummies opgegraven en brengt deze naar de Morotari-burcht. Maar in De kaduke klonen komt hij weer als schurk voor.
- Meneer Smirnok is een anagram voor Krimson, de letters van zijn naam worden in een andere volgorde geplaatst. Er wordt gezegd dat meneer Smirnok een Rus is en daarom lijkt dit een verwijzing te zijn naar smirnoff. Ook is het anagram een verwijzing naar het onderwerp klonen, men gebruikt dezelfde "gegevens" en maakt hier iets nieuws van.